# Vincenzo Cicerone
Vincenzo Cicerone (Lecce, 14 de noviembre de 1919-5 de enero de 1989) fue un político italiano.

## Biografía
Licenciado en Ciencias Políticas y en Derecho. En 1945 fue nombrado miembro del Consejo Nacional del Reino.
En junio de 1946 fue elegido diputado a la Asamblea Constituyente en el colegio electoral de Lecce, en la lista del Bloque de Libertad Nacional; fue proclamado el 9 de junio de 1946. Entre el 15 de julio de 1946 y el 17 de enero de 1947 se inscribió en el grupo parlamentario del Bloque de Libertad Nacional; posteriormente, hasta el 15 de noviembre de 1947, en el Frente del Hombre Común; finalmente en la Unión Nacional, del 15 de noviembre de 1947 al 31 de enero de 1948, final de su mandato. 
Posteriormente fue elegido, en abril de 1948, como diputado de la Cámara en la I Legislatura por el distrito de Lecce, por el Partido Nacional Monárquico. En 1951 se vio envuelto en un escándalo gay que acabó con su carrera política. Permaneció como diputado hasta 1953.
En 1963 fue detenido en Roma por orden del Tribunal de Brescia por prostitución infantil, como parte del llamado «escándalo de los balletti verdi», sin embargo fue liberado en noviembre del mismo año. Las acusaciones de esa investigación se habían basado en una ola de noticias sensacionalistas y exageraciones homofóbicas.